# Immermann-Preis
Der Immermann-Preis der Stadt Düsseldorf war ein Literaturpreis, der zwischen 1936 und 1967 von der Stadt Düsseldorf verliehen wurde. Namensgeber war der Dramatiker, Erzähler und Lyriker Karl Immermann.

## Geschichte
Zwischen 1936 und 1943 wurde der Immermann-Preis von NS-Kulturpolitikern an ideologisch konforme Autoren vergeben. Nach 1945 versuchte man andere Akzente zu setzen, indem man den 150. Geburtstag des in der Zeit des Nationalsozialismus verfemten bedeutendsten Düsseldorfer Autors Heinrich Heine (13. Dezember 1947) als Tag der Neubegründung des Preises wählte. Sich unmittelbar zu Heine zu bekennen und den Preis in seinem Namen zu vergeben, getraute man sich offenbar noch nicht – der Literaturwissenschaftler Bernd Kortländer schreibt hierzu in seinem Aufsatz Arno Schmidt und der Düsseldorfer Immermann-Preis: „der alte Nazi-Preis wurde wiederbelebt, statt Aufbruch gab es Kontinuität“. Aus den Unterlagen im Archiv der Stadt geht hervor, dass 1947 „der in Haan bei Düsseldorf lebende Schriftsteller Emil Barth von der Jury zunächst zur Bewerbung aufgefordert wurde und dann den Preis erhielt“, nicht aber der aus heutiger Sicht bedeutendere Arno Schmidt, der sich gleichfalls um den Preis beworben hatte.
Der Immermann-Preis wurde bis 1967 verliehen. 1972 wurde er vom neu gestifteten Heinrich-Heine-Preis abgelöst.
Neben dem Literaturpreis gab und gibt es weitere Kunstpreise der nordrhein-westfälischen-Landeshauptstadt, etwa den Cornelius-Preis (für Malerei und für Bildhauerei) und den Robert-Schumann-Preis (für klassische Musik). In Ergänzung zu den Hauptpreisen werden Förderpreise (Stipendien) an noch nicht etablierte Künstler verliehen.

## Preisträger
‚Alter‘ Immermann-Preis 1936–1943
- 1936: Albert Bauer, Hermann Stahl
- 1942: Wilhelm Schäfer
- 1943: Theodor Haerten

‚Neuer‘ Immermann-Preis nach 1947
- 1948: Emil Barth
- 1953: Georg Britting; Förderpreis: Otto Heinrich Kühner
- 1954: Ernst Penzoldt
- 1955: Ilse Aichinger
- 1956: Förderpreis: Rolf Schroers (für Jakob und die Sehnsucht)
- 1957: Marie Luise Kaschnitz; Förderpreis: Otto Heinrich Kühner
- 1958: Wolfdietrich Schnurre (Berlin); Förderpreis: Hans Peter Keller (Büttgen bei Neuss)
- 1959: Gerd Gaiser (Reutlingen); Förderpreis: Christoph Meckel (St. Gallen)
- 1960: Eckart Peterich
- 1961: Förderpreis: Heinrich Schirmbeck
- 1962: Sigismund von Radecki
- 1965: Ernst Jünger; Förderpreis: Astrid Gehlhoff-Claes
- 1967: Wolfgang Koeppen; Förderpreis: Johannes Poethen